# Yves Bonnefont
Yves Bonnefont est un cadre dirigeant de Stellantis et entrepreneur français né le 18 décembre 1970 à Boulogne-Billancourt. Directeur général de DS Automobiles de 2014 à 2020, il est désormais responsable du software pour le groupe.

## Biographie
Yves Bonnefont est diplômé de l’École Centrale Paris, promotion 1993[réf. souhaitée]. 

### Premier passage chez PSA
Il entame sa carrière professionnelle dans le Groupe PSA en 1994 à l’usine PSA de Rennes en tant que responsable de projets, avant d’intégrer le centre technique PSA de Vélizy[réf. souhaitée].
En novembre 1997, il quitte le Groupe PSA pour diriger le pôle automobile en France d’Arthur Andersen durant trois ans. Il passe ensuite chez McKinsey & Company où il devient directeur associé en 2006 et dirige la recherche mondiale dans le secteur automobile à partir de 2007. En 2010, il est nommé membre du comité mondial qui élit les nouveaux associés. 

### Retour chez PSA
En 2012 au plus fort de la crise du marché automobile, il décide de rejoindre à nouveau le Groupe PSA comme directeur de la stratégie, où il pilote notamment la réflexion sur l’évolution du positionnement des marques Citroën et Peugeot. 
En avril 2013, il est nommé directeur général adjoint de Citroën et seconde Frédéric Banzet.
En 2014, il devient le premier directeur général de DS Automobiles lors de sa création, sous l’impulsion de Carlos Tavares. 
Il crée une business unit dédiée aux véhicules connectés au sein Groupe PSA[réf. souhaitée]. Il a la responsabilité de ce département jusqu’au lancement de la marque de mobilité Free2Move. 
Il est le premier dirigeant d'une marque premium à avoir fait le choix d'investir en Formule E, dont les titres 2018/2019 Pilotes et Teams ont été remportés par Jean-Eric Vergne et DS Techeetah,. 
En janvier 2020, il est remplacé à la direction de DS Automobiles par Béatrice Foucher,, ex-directrice adjointe de la marque. Bonnefont devient alors chargé d'une étude sur le potentiel de synergies au sein d’un portefeuille de marques, en vue de la fusion du Groupe PSA et de FCA pour former Stellantis. 
En janvier 2021, il est nommé chief software officer de Stellantis. 

### Autres activités
Il a une autre activité d’investissements : il était président du Conseil de Surveillance de Trescal jusqu’en avril 2018. Depuis, il continue d’investir dans des start-ups, telles que Iziwork, et d’en être administrateur.

## Vie privée
Yves Bonnefont est père de cinq fils. 